# Сандул, Олег Александрович
Олег Александрович Сандул (25 марта 1967) — советский и украинский футболист, защитник.

## Биография
В высшей лиге чемпионата Украины выступал в 1995 году в составе «Николаева». Дебютный матч: 25.07.1995 года «Металлург» (Запорожье) — СК «Николаев», 3:2. Всего в высшей лиге провёл 10 матчей.
Большую часть карьеры играл в первой лиге, где провёл 267 матчей. По этому показателю входит в тридцатку из «топ-гвардейцев» дивизиона.
Пятнадцать сезонов провёл в составе никопольской команды, которая за это время называлась «Колос», «Металлург», «Электрометаллург-НЗФ». За эту команду сыграл 371 матч в чемпионатах СССР и Украины. Кроме того выступал за никопольский клуб также на любительском уровне, носил капитанскую повязку.
С 2014 года занимает должность начальника команды «Никополь». Летом 2016 года, после отставки Сергея Валяева, Сандул временно занимался тренировочным процессом игроков.